# Suddivisioni di San Paolo
Il municipio di San Paolo è amministrativamente e politicamente suddiviso in 9 zone che raggruppano le 31 subprefetture, suddivise in 96 distretti che talvolta comprendono più quartieri.

## Zone amministrative

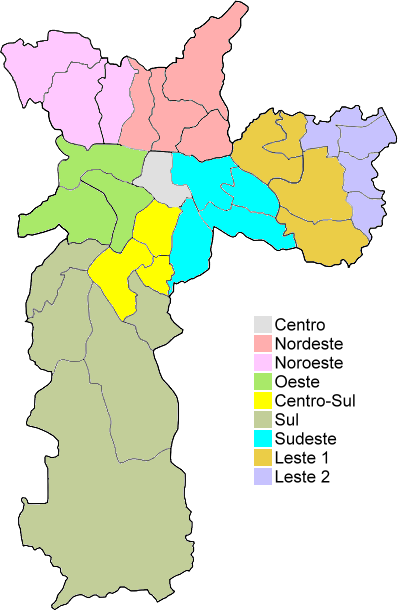
Zone amministrative

Le subprefetture sono ufficialmente raggruppate in 9 zone con scopi tecnici e governativi.
| Zona         | Popolazione | Superficie |
|              | stima 2008  | in km²     |
| Centrale     | 328.597     | 31         |
| Nordovest    | 1.007.691   | 144        |
| Nordest      | 1.181.582   | 152        |
| Est 1        | 1.212.099   | 140        |
| Est 2        | 1.342.924   | 68,8       |
| Sudest       | 1.494.770   | 128        |
| Sud          | 2.346.913   | 607        |
| Sud-Centrale | 715.910     | 74         |
| Ovest        | 872.817     | 128        |
| San Paolo    | 10.940.311  | 1509       |